# Splendora
Splendora – miasto w Stanach Zjednoczonych, w stanie Teksas, w hrabstwie Montgomery.